# Laskowice (osada w powiecie kluczborskim)
Laskowice – osada w Polsce, położona w województwie opolskim, w powiecie kluczborskim, w gminie Lasowice Wielkie.
W latach 1975–1998 miejscowość należała administracyjnie do województwa opolskiego.